# Przyjmij brak
Przyjmij brak – piosenka zespołu Rysy pochodzący z ich debiutanckiej płyty Traveler, z wokalnym występem Justyny Święs i Piotra Zioły. 

## Notowania
- Uwuemka: 13[2]
- Lista Przebojów Programu Trzeciego: 7[3]

## Nagrody i wyróżnienia
- "Najlepsze polskie piosenki 2015" według portalu T-Mobile Music: 19[4]